# William E. Mason
William E. Mason (Franklinville, 1850. július 7. – Washington, 1921. június 16.) az Amerikai Egyesült Államok szenátora (Illinois, 1897–1903).